# За будущее
«За будущее» (укр. За майбутнє) — украинская политическая партия, финансируемая украинским олигархом Игорем Коломойским. Зарегистрирована 18 июля 2008 как «Украина будущего» и переименована в мае 2020 года. Создана на основе депутатской группы Верховной рады «За будущее».

## История

### Украина будущего
Партия создана 16 декабря 2007 года, зарегистрирована Министерством юстиции Украины 18 июля 2008 года. Партийные организации созданы во всех областях Украины. Политическая партия «Украина будущего» свою деятельность и программу основывала на философском учении Григория Сковороды. Во внешнеполитические сфере партия ориентирована на полноправное членство Украины в Европейский союз и внеблоковый статус.
С 24 июля 2010 лидер партии вместо Андрея Павленко стал Святослав Олейник — внефракционный депутат Верховной рады V и VI созывов, председатель подкомитета по вопросам уголовно-процессуального законодательства Комитета ВРУ по вопросам правосудия.
В 2010 году Олейник баллотировался на пост мэра Днепра, занял второе место. В советы в Днепропетровской области прошли 40 депутатов от партии.

### За будущее
В марте 2020 партия получила единый взнос за первый квартал года от компании, связанной с группой «Приват» украинского олигарха Игоря Коломойского.
В мае 2020 депутата из парламентской фракции «За будущее» заявили о создании одноимённой партии во главе с Игорем Палицей, путём переименования партии «Украина будущего».
Учредительный съезд партии состоялся 20 мая 2020 года. Игорь Палица ставил цель завершения сотрудничества с МВФ. Также он критиковал руководство партии «Слуга народа», но положительно относится к Владимиру Зеленскому.
Журналистские расследования связывают партию с олигархом Игорем Коломойским, официально члены партии эту связь отрицают.

## Участие в выборах
- На местных выборах 2010 от партии прошло 4 депутата в Днепропетровский областной совет[15].
- 2012 — партия впервые принимала участие в парламентских выборах, баллотировалась как по партийным спискам, так и через кандидатов-мажоритарщиков. Не преодолела 5 % барьера и не провела ни одного кандидата в ВРУ VII созыва[16].
- На местных выборах 2020 от партии прошло 4 депутата в Запорожский областной совет[17].